# Jelena Abramowna Dawidowitsch
Jelena Abramowna Dawidowitsch (russisch Елена Абрамовна Давидович; * 24. Dezember 1922 in Krasnojarsk; † 5. Dezember 2013 in Moskau) war eine sowjetisch-russische Archäologin und Numismatikerin.

## Leben
Die Familie ließ sich in Taschkent nieder, und Dawidowitsch besuchte dort die Mittelschule. Sie studierte  während des Deutsch-Sowjetischen Kriegs in Taschkent an der Zentralasiatischen Universität in der Geschichtswissenschaft-Fakultät und arbeitete gleichzeitig als Krankenschwester im Krankenhaus. Nach dem Abschluss des Studiums 1945 blieb sie an der Universität, spezialisierte sich bei Michail Jewgenjewitsch Masson auf Archäologie und unterrichtete an dessen Lehrstuhl für Archäologie. Während der Ausgrabungskampagne 1948 in Nisa entdeckte sie mit Nina Nemzewa in ihrer Arbeitsgruppe einen Schatz mit parthischen Rhyta. Sie heiratete ihren Kommilitonen Boris Anatoljewitsch Litwinski (1923–2010).
Als Ende der 1940er Jahre der bedeutende Orientalist Alexander Alexandrowitsch Semjonow (1873–1958) auf Beschluss der Regierung in Duschanbe das Donisch-Institut für Geschichte und Archäologie gründete, stellte er Dawidowitsch und Litwinski als wissenschaftliche Mitarbeiter ein. Dawidowitsch wurde 1965 zur Doktorin der Geschichtswissenschaften promoviert. 1969 folgte die Ernennung zur Professorin.
Anfang der 1970er Jahre wechselten Dawidowitsch und Litwinski nach Moskau in das Institut für Geschichte der Akademie der Wissenschaften der UdSSR auf Einladung des Direktors Bobodschon Ghafurow (1908–1977). Dort leitete Dawidowitsch den Sektor für Quellenkunde. Ihr Forschungsschwerpunkt war die Numismatik Zentralasiens und des Nahen Ostens.